# Jan Nijenhuis
Jan Nijenhuis (Hoogeveen, 20 oktober 1873 – aldaar, 2 mei 1982) was vanaf 23 januari 1980 de oudste levende man van Nederland, na het overlijden van Gerardus Boomaerts. Hij heeft deze titel 2 jaar en 99 dagen gedragen.
Nijenhuis overleed op de leeftijd van 108 jaar en 194 dagen. Zijn opvolger was Dirk Johannes van der Kooij.